# 21188 Kiyohiro
21188 Kiyohiro este o planetă minoră (asteroid), cu un diametru de 3,846 km, din centura de asteroizi. A fost descoperită pe 5 aprilie 1994 la Kitami Observatory⁠(d) de Kin Endate. 
Obiectul prezintă o orbită caracterizată de o semiaxă mare de 2,2690958 UAi, o excentricitate de 0,14, o înclinație de 5,5427 ° în raport cu ecliptica.